# Piolenc
Piolenc ist eine französische Gemeinde mit 5679 Einwohnern (Stand 1. Januar 2022) im Département Vaucluse in der Region Provence-Alpes-Côte d’Azur.

## Geografie
Die Gemeinde befindet sich nördlich der Stadt Orange auf einer Höhe von 22 bis 170 m und umfasst eine Fläche von 24,80 km².

## Weinkultur
Die Rebflächen des Ortes liegen im Weinbaugebiet des südlichen Rhônetals. Die Weine dürfen unter den Herkunftsbezeichnungen Côtes du Rhône sowie der qualitativ strikteren Côtes du Rhône Villages vermarktet werden.

## Sehenswürdigkeiten
- L’église Saint Pierre: Kirche von Piolenc, aus dem 11. Jahrhundert[1]
- Musée et Château du Cirque Alexis Grüss: Museum und Schloss des Zirkus Alexis Grüss, von Mai bis September täglich Vorstellung, Piolenc, Route nationale 7.

## Städtepartnerschaften
- Kirchheim am Neckar, Deutschland

## Persönlichkeiten
Söhne und Töchter der Gemeinde:
- Jean-Louis Trintignant (1930–2022), Filmschauspieler
- Pierre Grillet (1932–2018), Fußballnationalspieler